# Geudong (Sungai Mas)
Geudong is een bestuurslaag in het regentschap Aceh Barat van de provincie Atjeh, Indonesië. Geudong telt 301 inwoners (volkstelling 2010).